# غينادي جولوفكين
غينادي جولوفكين (بالقازاقية: Геннадий Геннадьевич Головкин) مواليد 8 أبريل 1982 في قراغندي، الجمهورية الكازاخية الاشتراكية السوفيتية، الاتحاد السوفيتي، هو ملاكم كازاخستاني يصنف ضمن فئة الوزن المتوسط. شارك في دورة الألعاب الأولمبية الصيفية،ويعمل حاليا كرئيس اللجنه الاولمبيه في كازاخستان

## إحصائيات
خاض خلال مسيرته الأحترافيه 45 نزالا، فاز في 42 وتعادل مرة وخسر مرتين. فاز بالضربة القاضية في 34 نزالا. كملاكم هاوي لعب 52 مباره، فاز في 44 مباراه 11 منهم بالضربه القاضيه، وخسر 8 مباريات.

## الميداليات
| الميدالية | المسابقة                       |
| --------- | ------------------------------ |
| فضية      | الألعاب الأولمبية الصيفية 2004 |

## وصلات خارجية
- غينادي جولوفكين على موقع بوكس ريك (الإنجليزية) (registration required)
- غينادي جولوفكين على موقع أوليمبيديا (الإنجليزية)
- الموقع الرسمي